# Cyprinidae
Cyprinidés
Famille
Les Cyprinidae (Cyprinidés en français) sont la plus grande famille de poissons d'eau douce, comprenant environ 3 000 espèces réparties dans 370 genres,. Ces espèces ont une importance considérable du fait de leur pêche et de leur élevage en pisciculture pour l'alimentation humaine et en aquariophilie. La famille des cyprinidés regroupe notamment les carpes, les goujons, les vairons et associées (les barbes – comme les barbus - et barbeaux, etc.), ainsi que les poissons rouges. Communément appelée famille des carpes ou famille des ménés, ses membres sont également connus comme les cyprinidés. La famille appartient à l'ordre Cypriniformes, dont les familles et genres regroupent plus des deux–tiers des espèces de poissons connus,,. Le nom de famille est un dérivé du grec ancien κυπρίνος / kyprínos, « carpe ».

## Dénomination
Pour désigner certaines espèces, on utilise des termes vernaculaires : carpe, ménés ou vairons, brème, barbeau, goujon, carassin, poisson rouge… Comme plusieurs espèces ont été domestiquées, il existe en outre de nombreux noms de sous-espèces. Le terme « carpe » peut être utilisé génériquement pour désigner toute la famille, voire l'ordre.
Le premier à utiliser le terme « cyprinidés » semble être Antoine Risso en 1825 dans Ichthyologie de Nice d'après Louis Agassiz.

## Origines de cette famille et variations des tailles

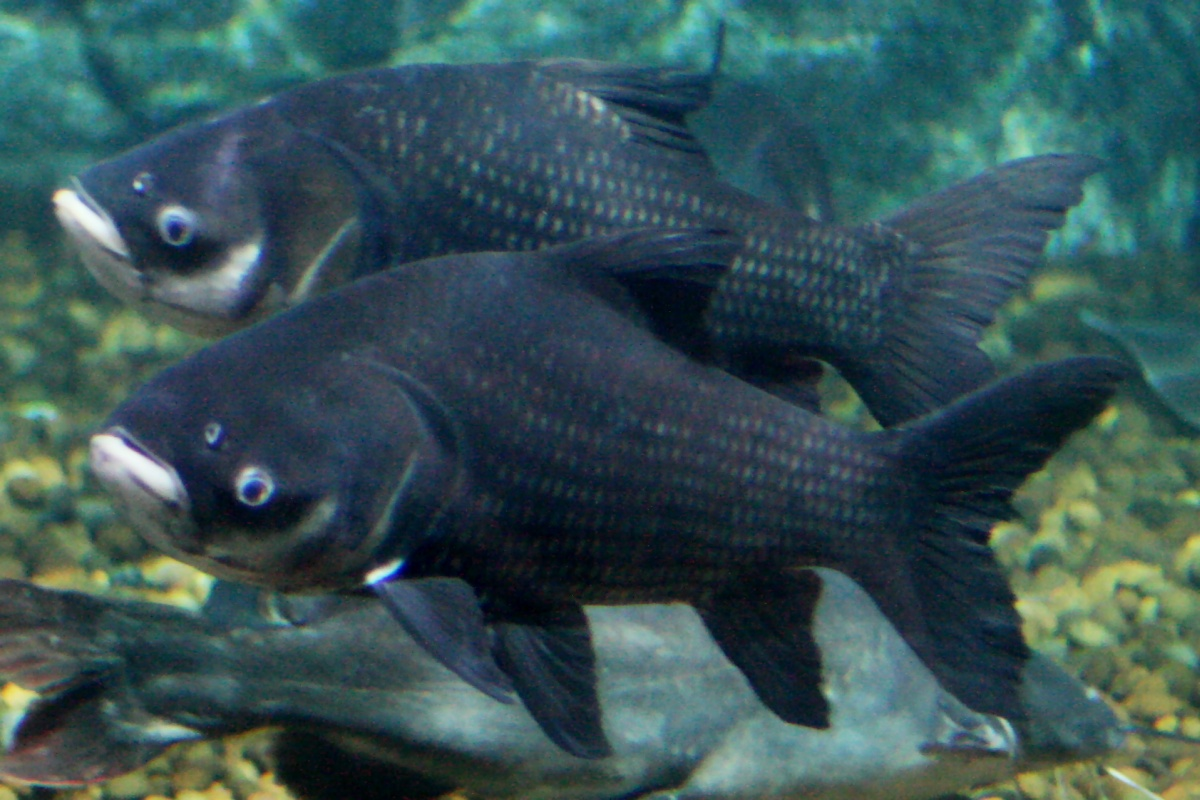
Deux barbes géantes (Catlocarpio siamensis). Ces poissons illustrent la diversité des tailles au sein de la famille des Cyprinidae.

Les poissons de cette famille sont originaires d'Amérique du Nord, d’Afrique et d’Eurasie. Le plus grand membre est la barbe géante, Catlocarpio siamensis, qui peut atteindre jusqu'à 3 m de longueur et 300 kg. La plus grande espèce d'Amérique du Nord semble être la « sauvagesse du Colorado », Ptychocheilus lucius, dont les plus grands spécimens reportés mesuraient jusqu'à 1,8 m de long, semble-t-il pour un poids de plus de 45 kg. De nombreuses espèces sont plus petites, ne dépassant pas les 5 cm. Le plus petit poisson connu est Paedocypris progenetica, qui n'atteint pas plus de 1,3 cm de longueur.

## Description
Cette famille de poissons est caractérisée par une tête forte, une bouche peu fendue, un corps écailleux, la nageoire dorsale précédée d'un rayon osseux, et la nageoire anale armée d'un fort aiguillon.
Les cyprinidés sont des poissons munis de mâchoires édentées avec un estomac restreint (à digestion moindre). La nourriture est efficacement mâchée par les branchies du dernier arc spécialisé. Ces dents pharyngées permettent au poisson de faire des mouvements de mastication contre une plaque de mastication, formée par une plaque osseuse du crâne. Les dents pharyngées sont spécifiquement présentes chez un certain nombre d’espèces et sont utilisées par les spécialistes pour déterminer ces espèces. Ces puissantes dents pharyngées permettent aux poissons comme la carpe ou l’ide commun de manger des appâts durs tels que des escargots et des bivalves.
Chez les cyprinidés l’ouïe est un sens bien développé. Depuis l'organe Wébérien, trois véritables apophyses spécialisées transfèrent le mouvement des gaz de la vessie vers l'oreille interne. Ces apophyses sont également utilisées pour le déplacement dans la colonne d’eau, elles régulent les mouvements de la vessie et du flux gazeux en fonction des conditions atmosphériques ou des changements de profondeur.
Les cyprinidés sont physostomes : chez les spécimens adultes la vessie natatoire est capable d’emmagasiner des excès de gaz qui peuvent être utilisés de manière plus modulable, permettant ainsi aux poissons de se déplacer plus librement et rapidement dans la colonne d’eau et sans risque que la vessie explose (à l’inverse physocliste).
Presque toutes les espèces de cette famille sont pondeuses d’œufs coulants et ne les surveillent pas. Cependant quelques espèces construisent des nids et/ou gardent les œufs. Les Acheilognathinae sont remarquables pour la dépose de leurs œufs dans des mollusques bivalves, où les jeunes croissent jusqu'à être capables de se débrouiller par eux-mêmes.

## Nutrition
La plupart des cyprinidés se nourrissent principalement d'invertébrés et de végétation, probablement en raison de l'absence de dents et de leur l’estomac restreint ; mais certaines espèces, comme Aspius aspius, sont spécialisées à tendance piscivore. De nombreuses espèces (Leuciscus idus, Scardinius erythrophthalmus) mangent de petits poissons une fois qu’ils atteignent une certaine taille. Certaines petites espèces, comme Leucaspius delineatus, peuvent manger des larves de grenouilles communes dans des circonstances artificielles ou en milieux clos.
Certains poissons comme la carpe sont spécialisés végétariens, d'autres comme le Chondrostoma nasus sont algivores (ou alguivores = qui mangent les algues « chez cette espèce principalement sur les surfaces dures »), tandis que d'autres comme la carpe noire (Mylopharyngodon piceus) se spécialisent dans les escargots, et enfin certains comme la carpe argentée (Hypophthalmichthys molitrix), sont des filtreurs spécialisés. Ces divers modes d’alimentation sont souvent présentés et utilisés comme outils de gestion pour contrôler divers facteurs environnementaux aquatiques, tels que les végétations aquatiques et les maladies transmises par les escargots.

## Systématique
Sous-famille Probarbinae
- Catlocarpio
- Probarbus

Sous-famille Labeoninae
- Tribu Parapsilorhynchini
  - Diplocheilichthys
  - Neorohita
  - Parapsilorhynchus
  - Longanalus
  - Protolabeo
  - Sinilabeo
- Tribu Labeonini
  - Bangana
  - Cirrhinus
  - Decourus[12]
  - Gymnostomus
  - Incisilabeo
  - Labeo
  - Speolabeo
  - Schismatorhynchos
- Tribu Garrini
  - Garra
  - Paracrossocheilus
  - Tariqilabeo
  - clade Osteochilus
    - Barbichthys
    - Crossocheilus
    - Epalzeorhynchos
    - Henicorhynchus
    - Labiobarbus
    - Lobocheilos
    - Osteochilus
    - Thynnichthys

  - clade Semilabeo
    - Ageneiogarra
    - Altigena[12]
    - Cophecheilus
    - Discogobio
    - Hongshuia
    - Linichthys
    - Mekongina
    - Paraqianlabeo [12]
    - Parasinilabeo
    - Placocheilus
    - Prolixicheilus
    - Pseudocrossocheilus
    - Pseudogyrinocheilus
    - Ptychidio
    - Qianlabeo
    - Rectoris
    - Semilabeo
    - Sinigarra [13]
    - Sinocrossocheilus
    - Stenorynchoacrum [14]

Sous-famille Torinae
- Acapoeta
- Arabibarbus [15]
- Barbopsis
- Carasobarbus
- Hypselobarbus
- Labeobarbus
- Lepidopygopsis
- Mesopotamichthys
- Naziritor
- Neolissochilus
- Osteochilichthys
- Pterocapoeta
- Sanagia
- Tor
- Pterocapoeta

Sous-famille Smiliogastrinae
- Barbodes
- Barboides
- Caecobarbus
- Chagunius
- Clypeobarbus
- Coptostomabarbus
- Dawkinsia [16]
- Desmopuntius [17]
- Eechathalakenda
- Enteromius
- Haludaria [18]
- Hampala
- Oliotius [17]
- Oreichthys
- Osteobrama
- Pethia [16]
- Prolabeo
- Prolabeops
- Pseudobarbus
- Puntigrus [17]
- Puntius
- Rohtee
- Sahyadria
- Striuntius [17]
- Systomus
- Xenobarbus

Sous-famille Cyprininae [incl. Barbinae]
- Tribu Cyprinini
  - Aaptosyax
  - Carassioides
  - Carassius
  - Cyprinus
  - Luciocyprinus
  - Paraspinibarbus
  - Parator
  - Procypris
  - Pseudosinocyclocheilus
  - Sinibarbus
  - Sinocyclocheilus
  - Typhlobarbus
- Tribu Rohteichthyini
  - Albulichthys
  - Amblyrhynchichthys
  - Anematichthys
  - Balantiocheilos
  - Barbonymus (tinfoil barbs)
  - Cosmochilus
  - Cyclocheilichthys
  - Cyclocheilos
  - Discherodontus
  - Eirmotus
  - Hypsibarbus
  - Kalimantania
  - Laocypris
  - Mystacoleucus
  - Parasikukia
  - Poropuntius
  - Puntioplites
  - Rohteichthys
  - Sawbwa
  - Scaphognathops
  - Sikukia
  - Troglocyclocheilus
- Tribu Acrossocheilini
  - Acrossocheilus
  - Folifer
  - Onychostoma
- Tribu Spinibarbini
  - Spinibarbus
  - Spinibarbichthys
- Tribu Schizothoracini
  - Aspiorhynchus
  - Percocypris
  - Schizopyge
  - Schizothorax
- Tribu Schizopygopsini
  - Chuanchia
  - Diptychus
  - Gymnocypris
  - Gymnodiptychus
  - Oreinus
  - Oxygymnocypris
  - Platypharodon
  - Ptychobarbus
  - Schizopygopsis
- Tribu Barbini
  - Aulopyge
  - Barbus
  - †Hsianwenia[19]
  - Caecocypris
  - Capoeta
  - Cyprinion
  - Kantaka
  - Luciobarbus
  - Scaphiodonichthys
  - Schizocypris
  - Semiplotus

Sous-famille Danioninae
- Tribu Paedocypridini
  - Paedocypris
- Tribu Sundadanionini
  - Fangfangia [20]
  - Sundadanio
- Tribu Rasborini
  - Amblypharyngodon
  - Boraras
  - Brevibora
  - Horadandia
  - Kottelatia
  - Pectenocypris
  - Rasbora
  - Rasboroides
  - Rasbosoma
  - Trigonopoma
  - Trigonostigma
- Tribu Danionini
  - Betadevario
  - Brachydanio
  - Celestichthys
  - Chela
  - Danio
  - Danionella
  - Devario
  - Inlecypris
  - Laubuka
  - Microdevario
  - Microrasbora
- Tribu Chedrini
  - Barilius
  - Bengala
  - Cabdio [Aspidoparia]
  - Chelaethiops
  - Engraulicypris
  - Esomus
  - Leptocypris
  - Luciosoma
  - Malayochela
  - Nematabramis
  - Neobola
  - Opsaridium
  - Opsarius
  - Raiamas
  - Rastrineobola
  - Salmostoma
  - Securicula
  - Thryssocypris

Sous-famille Leptobarbinae
- Leptobarbus

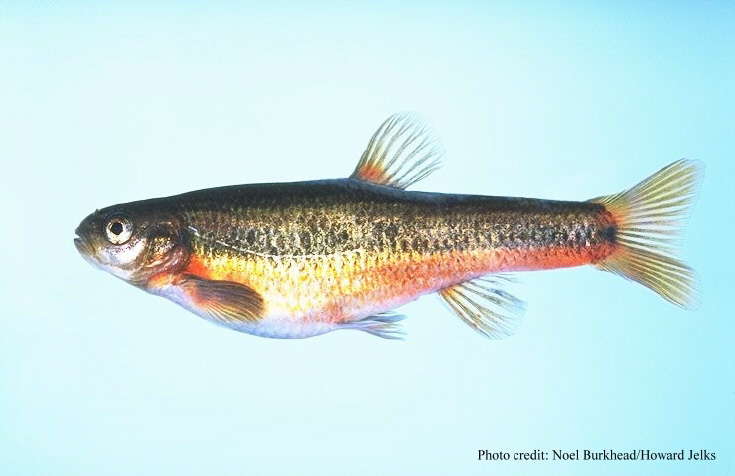
Hemitremia flammea

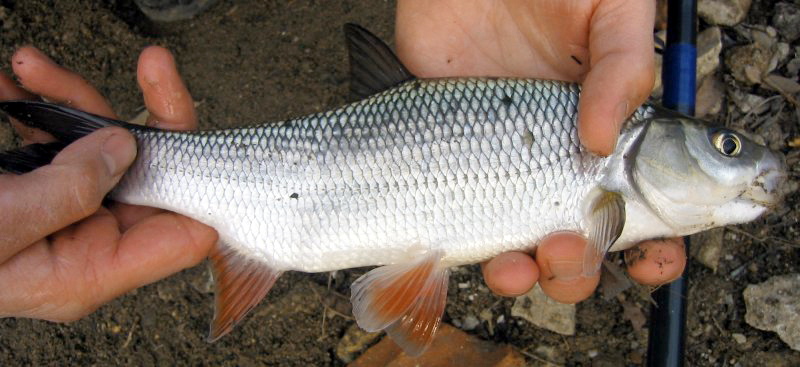
Leuciscus idus

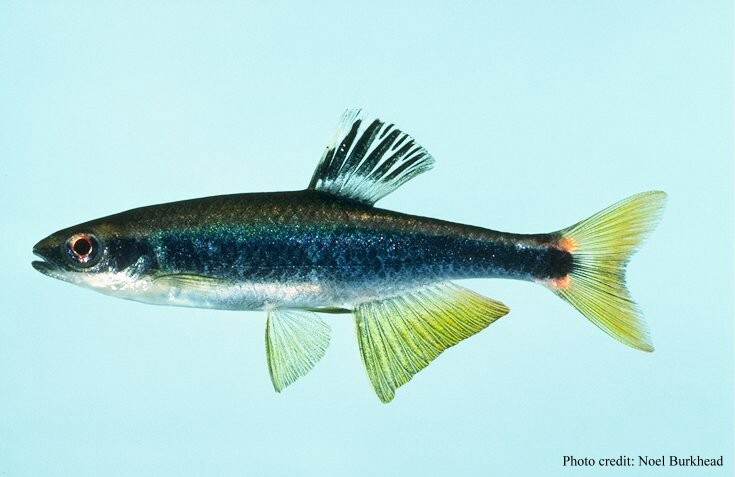
Notropis hypselopterus

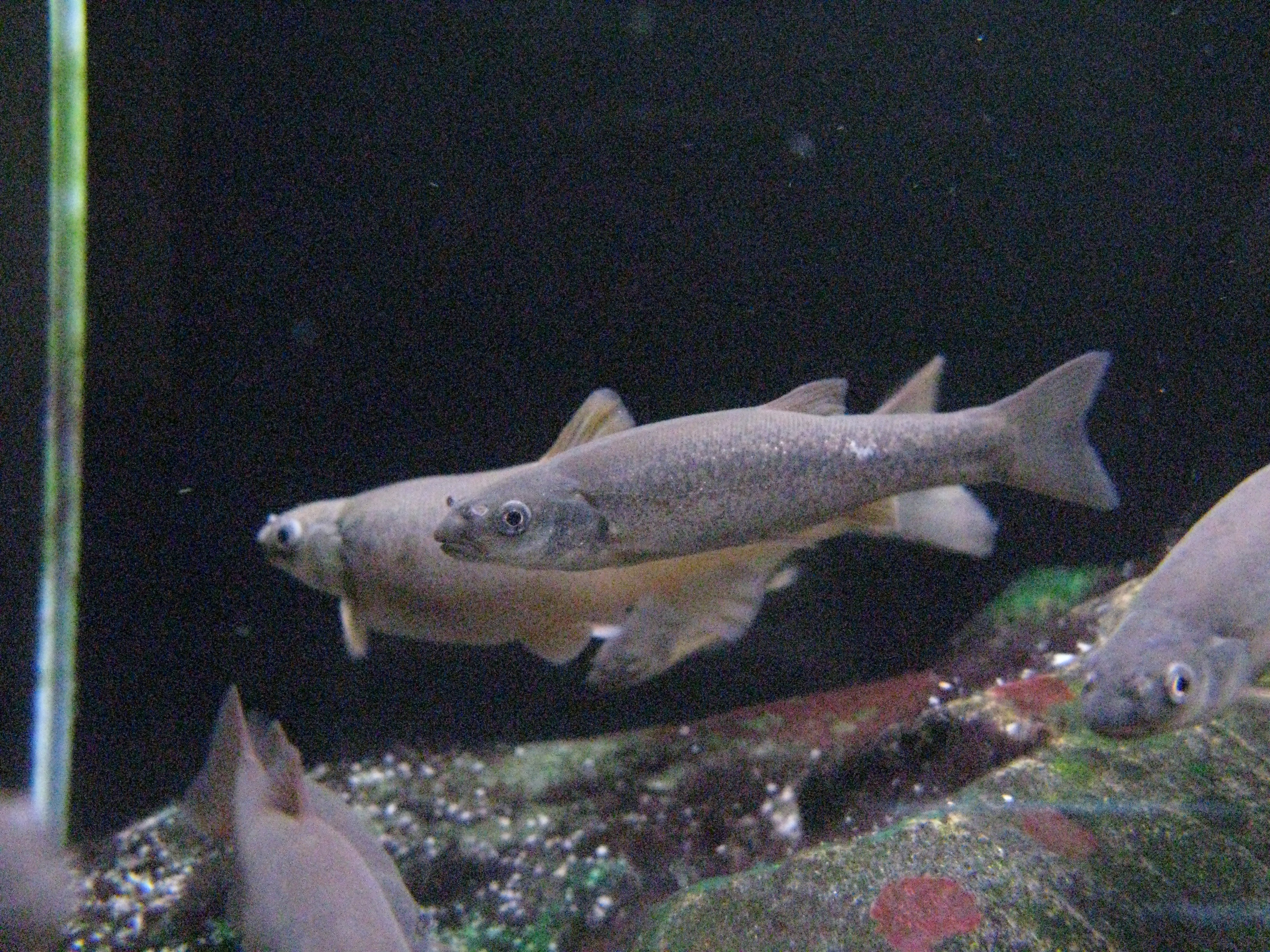
Rhynchocypris oxycephalus

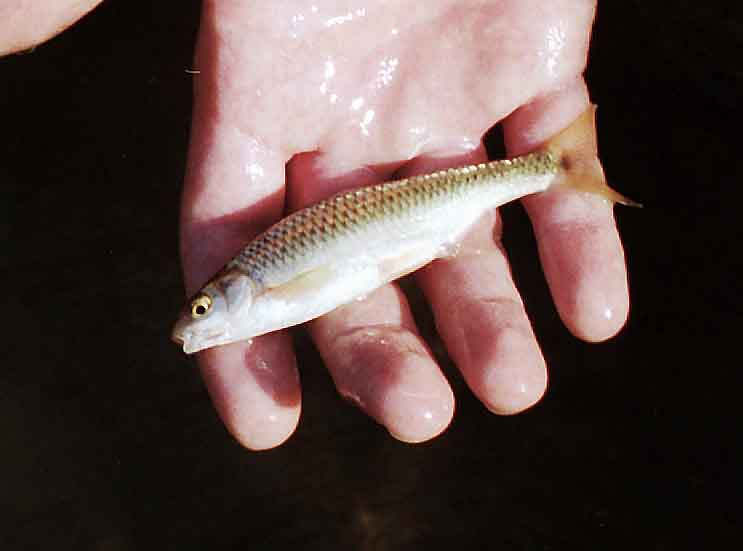
Sarmarutilus rubilio

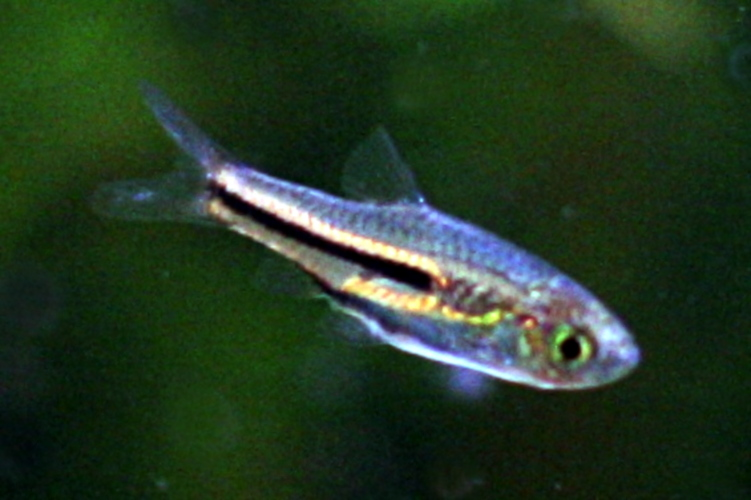
Trigonostigma somphongsi

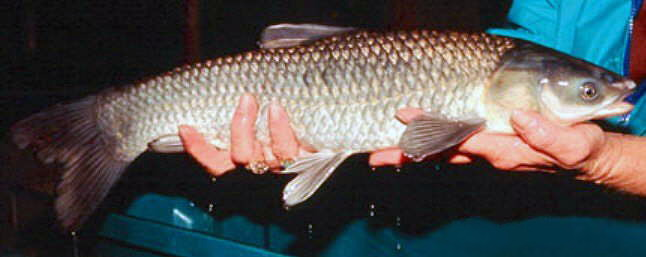
Mylopharyngodon piceus

Sous-famille Xenocypridinae [incl. Cultrinae & Squaliobarbinae]
- Tribu Squaliobarbini
  - Squaliobarbus
- Tribu Opsariichthyini
  - Candidia
  - Nipponocypris
  - Opsariichthys
  - Parazacco
  - Xenocyprioides
- Tribu Oxygastrini
  - Aphyocypris
  - Araiocypris
  - Gymnodanio
  - Hemigrammocypris
  - Macrochirichthys
  - Metzia
  - Oxygaster
  - Parachela
  - Paralaubuca
  - Rasborichthys
- Tribu Hypophthalmichthyini
  - Atrilinea
  - Ctenopharyngodon
  - Elopichthys
  - Hypophthalmichthys
  - Luciobrama
  - Mylopharyngodon
  - Ochetobius
- Tribu Xenocypridini
  - Sous-tribu Xenocypridina
    - Distoechodon
    - Plagiognathops
    - Pseudobrama
    - Xenocypris

  - Sous-tribu Cultrina
    - Anabarilius
    - Chanodichthys
    - Culter
    - Ischikauia
    - Longiculter
    - Megalobrama
    - Parabramis
    - Pogobrama
    - Sinibrama

  - clade Hemiculter
    - Hainania
    - Hemiculter
    - Pseudohemiculter
    - Pseudolaubuca
    - Toxabramis

Sous-famille Tincinae
- Tinca

Sous-famille Acheilognathinae
- ?Acanthorhodeus
- Acheilognathus
- Paratanakia
- Pseudorhodeus
- Rhodeus
- Tanakia

Sous-famille Gobioninae
- clade Hemibarbus-Squalidus
  - Belligobio
  - Hemibarbus
  - Squalidus
- Tribu Gobionini [21]
  - Sous-tribu Gobiobotiina
    - Gobiobotia
    - Xenophysogobio

  - Sous-tribu Gobionina
    - Gobio
    - Mesogobio
    - Romanogobio
    - Acanthogobio

  - Sous-tribu Armatogobionina
    - Abbottina
    - Biwia
    -  ?Huigobio
    - Microphysogobio
    - Platysmacheilus
    - Pseudogobio
    - Saurogobio
- Tribu Sarcocheilichthyini
  - Coreius
  - Coreoleuciscus
  - Gnathopogon
  - Gobiocypris
  - Ladislavia
  - Paracanthobrama
  - Paraleucogobio
  -  ?Parasqualidus
  - Pseudopungtungia
  - Pseudorasbora
  - Pungtungia
  - Rhinogobio
  - Sarcocheilichthys

Sous-famille Tanichthyinae
- Tanichthys

Sous-famille Leuciscinae [incl. Alburninae]
- Tribu Phoxinini
  - Oreoleuciscus
  - Phoxinus
  - Pseudaspius
- Tribu Laviniini
  - Sous-tribu Chrosomina
    - Chrosomus

  - Sous-tribu Laviniina
    - Eremichthys
    - Gila
    - Hesperoleucus
    - Klamathella
    - Lavinia
    - Mylopharodon
    - Orthodon
    - Ptychocheilus
    - Relictus
    - Siphateles
- Tribu Leuciscini
  - clade Pachychilon
    - Pachychilon

  - clade Alburnoides
    - Alburnoides

  - clade Primitive Leuciscine
    - Delminichthys
    - Leucalburnus
    - Notemigonus
    - Pelasgus

  - Sous-tribu Leuciscina
    - Aspiolucius
    - Leuciscus
    - Pelecus

  - Sous-tribu Abramina
    - Abramis
    - Acanthobrama
    - Capoetobrama
    - Mirogrex
    - Vimba

  - Sous-tribu Chondrostomina
    - Achondrostoma
    - Alburnus
    - Anaecypris
    - Chondrostoma
    - Iberochondrostoma
    - Leucaspius
    - Leucos [22]
    - Parachondrostoma
    - Petroleuciscus
    - Phoxinellus
    - Protochondrostoma
    - Pseudochondrostoma
    - Pseudophoxinus
    - Rutilus
    - Sarmarutilus [22]
    - Scardinius
    - Squalius
    - Telestes
    - Tropidophoxinellus
- Tribu Plagiopterini
  - Couesius
  - Hemitremia
  - Lepidomeda
  - Margariscus
  - Meda
  - Plagopterus
  - Rhynchocypris
  - Semotilus
  - †Stypodon
- Tribu Pogonichthyini
  - Sous-tribu Pogonichthyina
    - Clinostomus
    - Iotichthys
    - Mylocheilus
    - Pogonichthys
    - Richardsonius

  - Sous-tribu Exoglossina
    - Exoglossum
    - Oregonichthys
    - Pararhinichthys
    - Rhinichthys
    - Tiaroga

  - Sous-tribu Campostomina
    - Campostoma
    - Nocomis

  - Sous-tribu Hybognathina
    - Agosia
    - Alburnops
    - Algansea
    -  ?Aztecula
    -  ?Ballerus
    -  ?Blicca
    - Codoma
    - Cyprinella
    - Dionda
    -  ?Ericymba
    - Erimonax
    - Erimystax
    - †Evarra
    - Graodus
    - Hudsonius
    - Hybognathus
    - Hybopsis
    -  ?Iberocypris
    -  ?Ladigesocypris
    - Luxilus
    - Lythrurus
    - Macrhybopsis
    - Miniellus
    -  ?Moapa
    - Notropis
    - Opsopoeodus
    - Phenacobius
    - Pimephales
    - Platygobio
    - Pteronotropis
    -  ?Snyderichthys
    - Tampichthys
    -  ?Tribolodon
    -  ?Yuriria

### Incertae sedis
- Acanthalburnus
- Acrocheilus
- Ancherythroculter
- Anchicyclocheilus

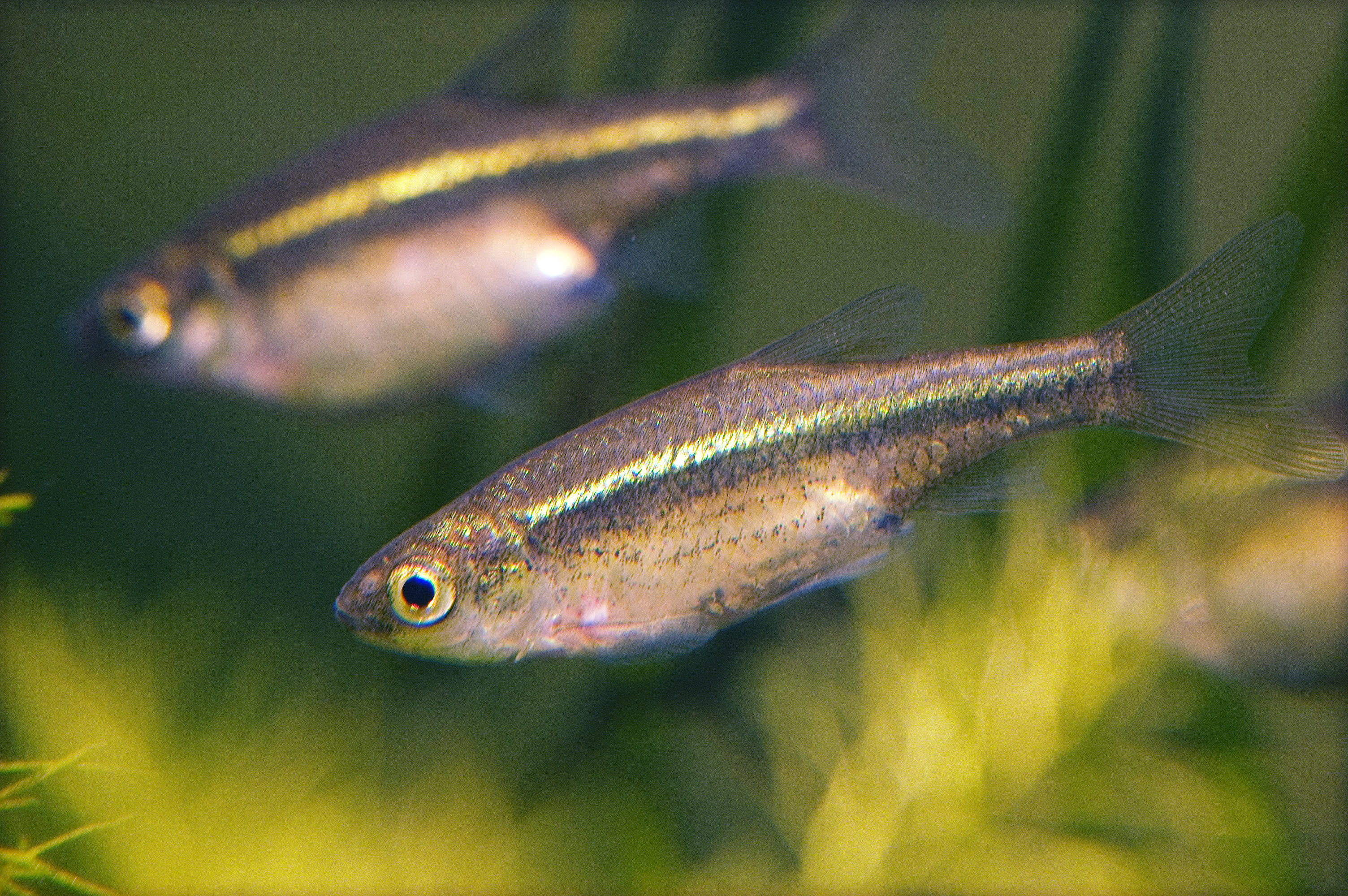
Hemigrammocypris rasborella, de relation incertaine :
Peut-être lié à Aphyocypris.

- Gibelion (certaines autorités considèrent que cette espèce appartient au genre Catla)
- Cultrichthys
- Discocheilus
- Discolabeo
- Hemiculterella
- Herzensteinia
- Horalabiosa
- Megarasbora
- Neobarynotus
- Paracrossochilus
- Phreatichthys
- Placogobio
- Scardinius
- Tropidophoxinellus
- Typhlogarra
- Zacco